# Die Prinzen
Die Prinzen (literalmente: Os príncipes) é um grupo musical alemão. A banda é formada por ex-membros da Thomanerchor (um coral da Thomaskirche, em Leipzig, Alemanha, onde Johann Sebastian Bach foi diretor musical por muitos anos) e um ex-membro da Dresdner Kreuzchor.

## Discografia

### Álbuns
- Das Leben ist Grausam (1991)
- Das Leben ist Grausam (a cappella)
- Küssen verboten (1992)
- Küssen verboten (a cappella)
- Alles nur geklaut (1993)
- Alles nur geklaut (a cappella)
- Schweine (1995)
- Alles mit'm Mund (1996)
- Ganz oben - Best of (1997)
- A-Cappella-Album (1997)
- So viel Spaß für wenig Geld (1999)
- So viel Spaß für wenig Geld (a cappella)
- Festplatte (1999)
- D (2001)
- Monarchie in Germany (2003)
- HardChor (2004)
- Akustisch live (2006)
- Die Prinzen Orchestral (2007)
- Die Neuen Männer (2008)

### Vídeos
- VHS Das erste Video (1993)
- VHS Das Live Video (1994)
- DVD 10 Jahre Popmusik (2001)
- VHS 10 Jahre Popmusik (2001)
- DVD (Dual Disc) Akustisch live (2006)
- DVD Die Prinzen Orchestral (2007)

### Singles
- Gabi und Klaus (1991)
- Millionär (1991)
- Mann im Mond (1992)
- Mein Fahrrad (1992)
- Küssen verboten (1992)
- Küssen verboten - Die Königlichen Remixe (1992)
- Bombe (1992)
- 1x (1993)
- Alles nur geklaut (1993)
- Überall (1994)
- Du spinnst doch (1994)
- (Du mußt ein) Schwein sein (1995)
- Ich will ein Baby (1995)
- Alles mit'm Mund (1996)
- Hose runter (1996)
- Heute ha-ha-habe ich Geburtstag (1997)
- Ganz oben (1997)
- Junimond (1998)
- So viel Spaß für wenig Geld (1999)
- Sie will mich (1999)
- Deutschland (2001)
- Hier sind wir (2001)
- Popmusik (2001)
- Olli Kahn (2002)
- Tiere sind zum Essen da (2003)
- Chronisch Pleite (2003)
- Unsicherheit macht sich breit (2004)
- Frauen sind die neuen Männer (2008)